# نووودروژسک

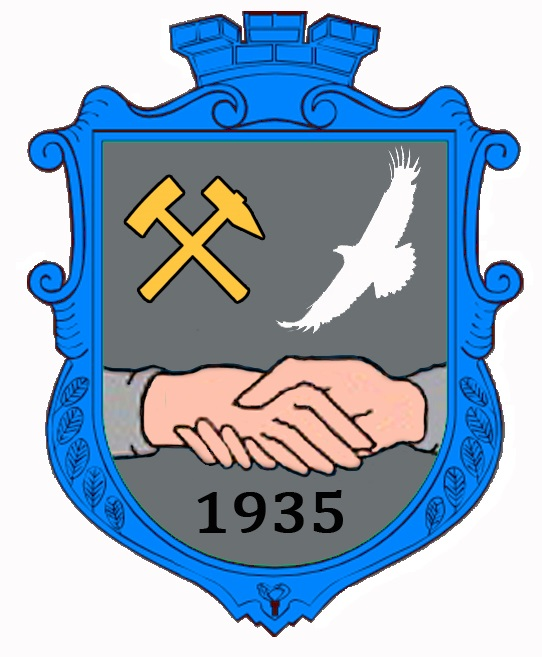
نگاره‌ای از نشان و علامت شهر نوودروژسک - ۲۰۱۴

شهر نووودروژسک (به روسی: Новодружеськ) در استان لوهانسک در کشور اوکراین واقع شده‌است. جمعیت این شهر ۹٬۰۲۵ نفر است.